# محمد وجيهي باشا
محمد وجيهي باشا (بالتركية: Mehmed Vecîhî Paşa)‏‏ (ولدَ في 1797 - توفي في 1867) هو سياسي عثماني، تولى منصب والي سالونيك. وعدة ولايات عثمانية .

## مناصبه
تولى المناصب التالية:
1. في 23 أكتوبر 1835 ، عين والياً للبوسنة ، خلفًا لداود باشا. أقيل في يناير 1841 وعين محمد حسين باشا في مكانه.
2. مايو 1841 - أكتوبر 1841 والي كرامان،
3. أكتوبر 1841 - أغسطس 1842 والي ديار بكر ،
4. أغسطس 1842 - يناير 1845 والي حلب ،
5. مارس 1845 - يناير 1846 والي صيدا ،
6. يناير 1846 - فبراير 1847 حرس بلغراد ،
7. نوفمبر 1847 - أغسطس 1848 والي الموصل،
8. والي أنقرة من أغسطس 1848 إلى ديسمبر 1850 ،
9. والي بغداد من ديسمبر 1850 إلى نوفمبر 1851 خلفا لعبد الكريم نادر باشا، وتولى بعده محمد نامق باشا.
10. والي أنقرة من يونيو 1852 إلى أبريل 1855 ،
11. والي أرضروم من ديسمبر 1855 إلى يناير 1857 ،
12. محافظ تسالونيكي من أكتوبر 1857 إلى سبتمبر 1858
13. من 1864 إلى أغسطس 1867 ، شغل منصب والي الحجاز.
14. وافته المنية في عام 1867 ودفن في مقبرة Karacaahmet.